# Качаново (Палкінський район)
Качаново (рос. Качаново) — село в Палкінському районі Псковської області Російської Федерації.
Населення становить 494 особи. Входить до складу муніципального утворення Качановська волость.

## Історія
Від 2015 року входить до складу муніципального утворення Качановська волость.

## Населення
| 2001 | 2002 | 2010 | 2013 | 2014 | 2015 | 2016 |
| ---- | ---- | ---- | ---- | ---- | ---- | ---- |
| 690  | ↘602 | ↘497 | ↗542 | ↘538 | ↘498 | ↘494 |